# Lost Moon
Lost Moon: The Perilous Voyage of Apollo 13 (publié en livre de poche sous le titre Apollo 13) est un livre de l'astronaute James Lovell et du journaliste Jeffrey Kluger publié en 1994.
Il décrit la mission Apollo 13 de la National Aeronautics and Space Administration (NASA) ayant eu lieu en avril 1970 et commandée par Lovell.
Le livre est à la base de l'adaptation cinématographique du film Apollo 13 (1995) réalisée par Ron Howard et mettant en vedette l'acteur Tom Hanks dans le rôle de Lovell.
Lovell a été initialement approché par Kluger en 1991 pour collaborer sur le livre. Sur les deux autres membres de la mission, Fred Haise a décliné la collaboration et Jack Swigert était mort d'un cancer en 1982.